# Dasypoda oraniensis
Dasypoda oraniensis là một loài ong trong họ Melittidae. Loài này được Pérez miêu tả khoa học đầu tiên năm 1895.